# 格罗索 (都灵广域市)

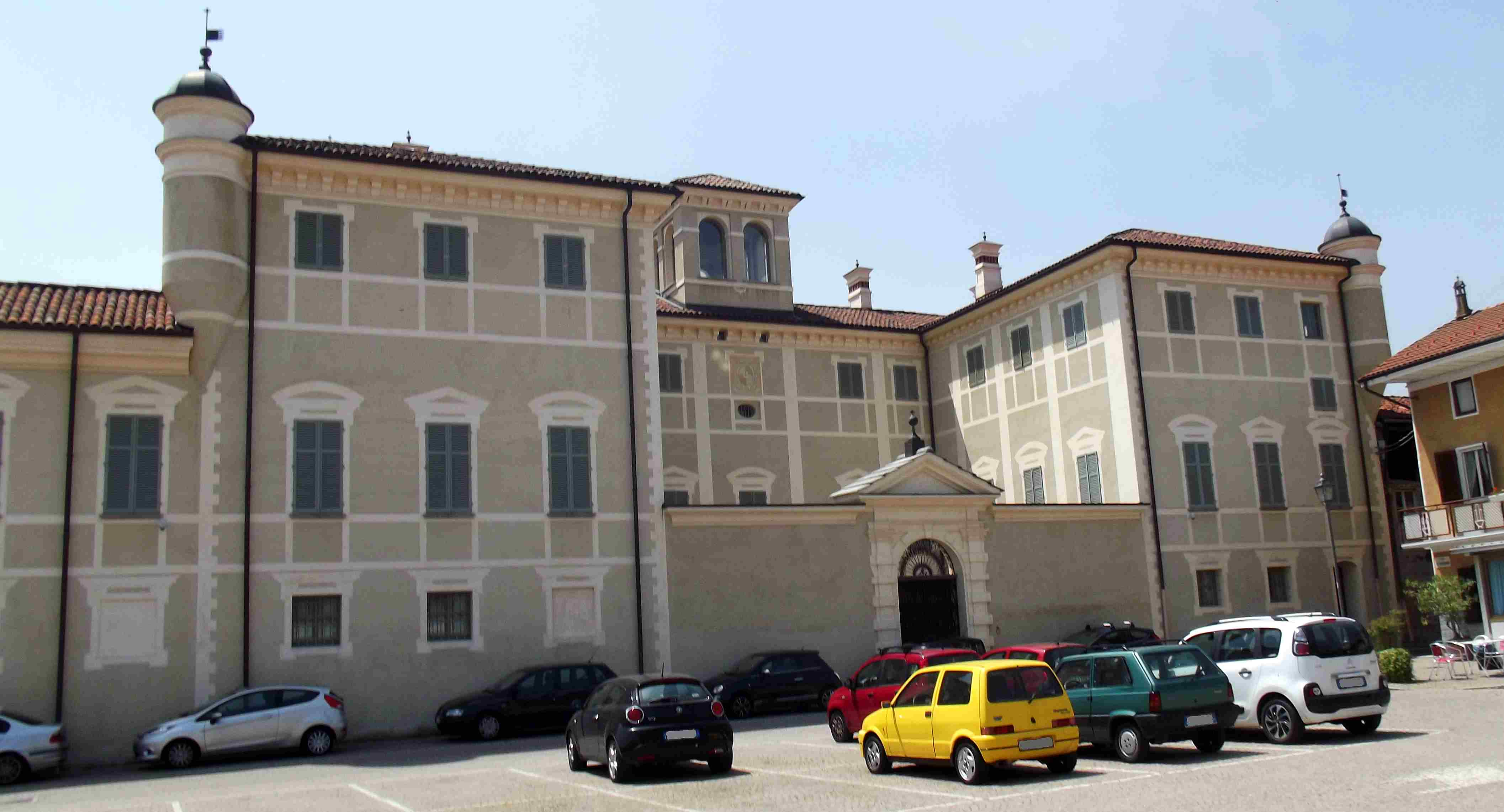
城堡

格罗索（義大利語：Grosso）是意大利皮埃蒙特大区都靈廣域市的市镇。位于都灵西北25公里处，面积为4.3平方公里，人口数量为1,055人（2010年）。